# Anacroneuria otun
Anacroneuria otun és una espècie d'insecte plecòpter pertanyent a la família dels pèrlids que es troba a Sud-amèrica: Colòmbia.
El seu nom científic fa referència al riu Otún.

## Descripció
- Els adults presenten principalment un color marró fosc combinat amb groc, el cap marró fosc amb tres àrees clares, el pronot marró amb una franja estreta clara i rugositats fosques escampades, les membranes alars transparents amb la nervadura marró fosc i les potes marrons.
- Les ales anteriors del mascle fan 18 mm de llargària.
- Ni la femella ni la larva no han estat encara descrites.[3]
- En el seu estadi immadur, és aquàtic i viu a l'aigua dolça, mentre que com a adult és terrestre i volador.[2]